# Говард, Люк
Люк Говард (англ. Luke Howard; 28 ноября 1772 — 21 марта 1864) — британский химик-фармацевт и метеоролог-любитель с широкими интересами в области науки. Известен как создатель ныне используемой номенклатуры облаков.

## Биография
Люк Говард родился в 1772 году в Лондоне. Его отец, Роберт Говард, был производителем и поставщиком аргандовых ламп. Начальное образование получил в квакерской школе в Берфорде (англ. Burford), Оксфордшир. Был помощником фармацевта в Стокпорте, после чего открыл собственную аптеку в Лондоне. Впоследствии основал фармацевтическую компанию Howard & Sons.
Говард с детства интересовался погодными явлениями, в первую очередь облаками. Видимо,
этот интерес возник у него под влиянием событий 1783 года, когда небо над Англией затянула необычная дымка, вызванная мощными извержениями вулканов Лаки в Исландии и Асама в Японии. C этого времени и до конца своей жизни Говард постоянно наблюдал за небом и погодными условиями в Лондоне и в течение 30 лет вёл дневник своих наблюдений.
Воспитанный квакерами, Говард всю жизнь оставался глубоко религиозным человеком, остро ощущавшим свой долг по отношению к ближним. Он был участником движения аболиционизма, состоял в Обществе противников смертной казни (Society Against Capital Punishment) и в Обществе противников жестокого отношения к животным (Society Against Cruelty to Animals), а также был в числе основателей African Institution (организации, оказывавшей поддержку бывшим рабам).
C 1796 года Люк Говард был женат на Мариабелле Элиот. У них было восемь детей, один из которых — Джон Элиот Говард — впоследствии стал известным химиком.

## Вклад в науку
Главным вкладом Говарда в науку является система номенклатуры облаков, которую он предложил в 1802 году, выступив c докладом перед Аскезианским обществом, членом которого являлся. До начала XIX века облака не пытались классифицировать, считая их чересчур изменчивыми и эфемерными. В 1802 году, независимо друг от друга, свои системы классификации облаков предложили Жан-Батист Ламарк и Люк Говард. Однако терминология Ламарка не вошла в научный обиход, так как он создал её на французском языке. Говард же, ориентируясь на номенклатуру животного и растительного мира, разработанную Линнеем, использовал в своей классификации латинский язык. Именно Говард дал облакам их ныне общепринятые названия, выделив три основных типа: «cumulus» (кучевые), «stratus» (слоистые), «cirrus» (перистые). Комбинации основных типов позволяли охарактеризовать ещё четыре типа облаков: «cirro-cumulus», «cirro-stratus», «cumulostratus», «сumulo-cirro-stratus», или «nimbus».
В 1803 году Говард опубликовал своё «Эссе о видоизменениях облаков» (Essay on the Modifications of Clouds). Он также является автором следующих книг: «Климат Лондона» (The Climate of London, 1818), «Семь лекций о метеорологии» (Seven lectures on meteorology, 1837), «Времена года в Британии на протяжении 18 лет» (A cycle of eighteen years in the seasons of Britain, 1842) и «Барометрография» (Barometrographia,1847). Он был первым учёным, обратившим внимание на специфику городского климата.
В 1821 году Люк Говард, несмотря на отсутствие у него специального образования, был избран членом Лондонского королевского общества, а в 1850 году вступил в Королевское метеорологическое общество (Royal Meteorological Society).
В течение XIX века учёные из разных стран совершенствовали, уточняли и дополняли классификацию Говарда. В России она применялась в обсерваториях при наблюдениях за облаками с 1830-х годов.

## Признание и память
Несмотря на то, что Люка Говарда называют «отцом метеорологии» и «крёстным отцом облаков», его имя известно только специалистам. Однако ещё при жизни учёного его классификацией облаков восхищался Гёте, посвятивший Говарду цикл стихотворений, каждое из которых представляло собой поэтическую иллюстрацию одной из описанных Говардом разновидностей облаков. Гёте даже написал молодому учёному восторженное письмо, которое тот поначалу счёл розыгрышем.
Исследованиями Говарда вдохновлялись британские поэты и художники: Перси Биши Шелли, автор знаменитого стихотворения «The Cloud» («Облако»), Джон Констебл, многократно изображавший облака на своих картинах, и Джон Рёскин, руководствовавшийся классификацией Говарда при исследовании произведений художников-пейзажистов. C его работами также были знакомы Уильям Тёрнер и Каспар Давид Фридрих, обратившие внимание на акварельные зарисовки облаков, выполненные самим Говардом.
В XXI веке французский писатель Стефан Одеги отвёл Люку Говарду важное место среди персонажей своего романа «Теория облаков» (La Théorie des nuages, 2005).
В настоящее время на доме Люка Говарда в Лондоне установлена памятная табличка.